# Miss Mundo 2017
Miss Mundo 2017 foi a 67ª edição do tradicional concurso de beleza feminino internacional de Miss Mundo, este ano com realização em Sanya, na China. Participaram cento e dezoito (118) candidatas de todos os continentes em busca da coroa e do título que pertencia à porto-riquenha Stephanie del Valle, eleita no ano anterior. O evento teve duração aproximada de quase um mês, entre etapas preliminares, visitas, eventos obrigatórios, desfiles e jantares beneficentes. A competição foi televisionada por mais de trinta e quatro (34) emissoras de TV no dia 18 de Novembro direto da Sanya City Arena.
A vencedora do concurso foi a indiana Manushi Chhillar.

## Resultados

### Colocações
| Posição                 | País & Candidata |
| ----------------------- | --- |
| Vencedora               | - Índia - Manushi Chhillar |
| 2º. Lugar               | - México - Andrea Meza |

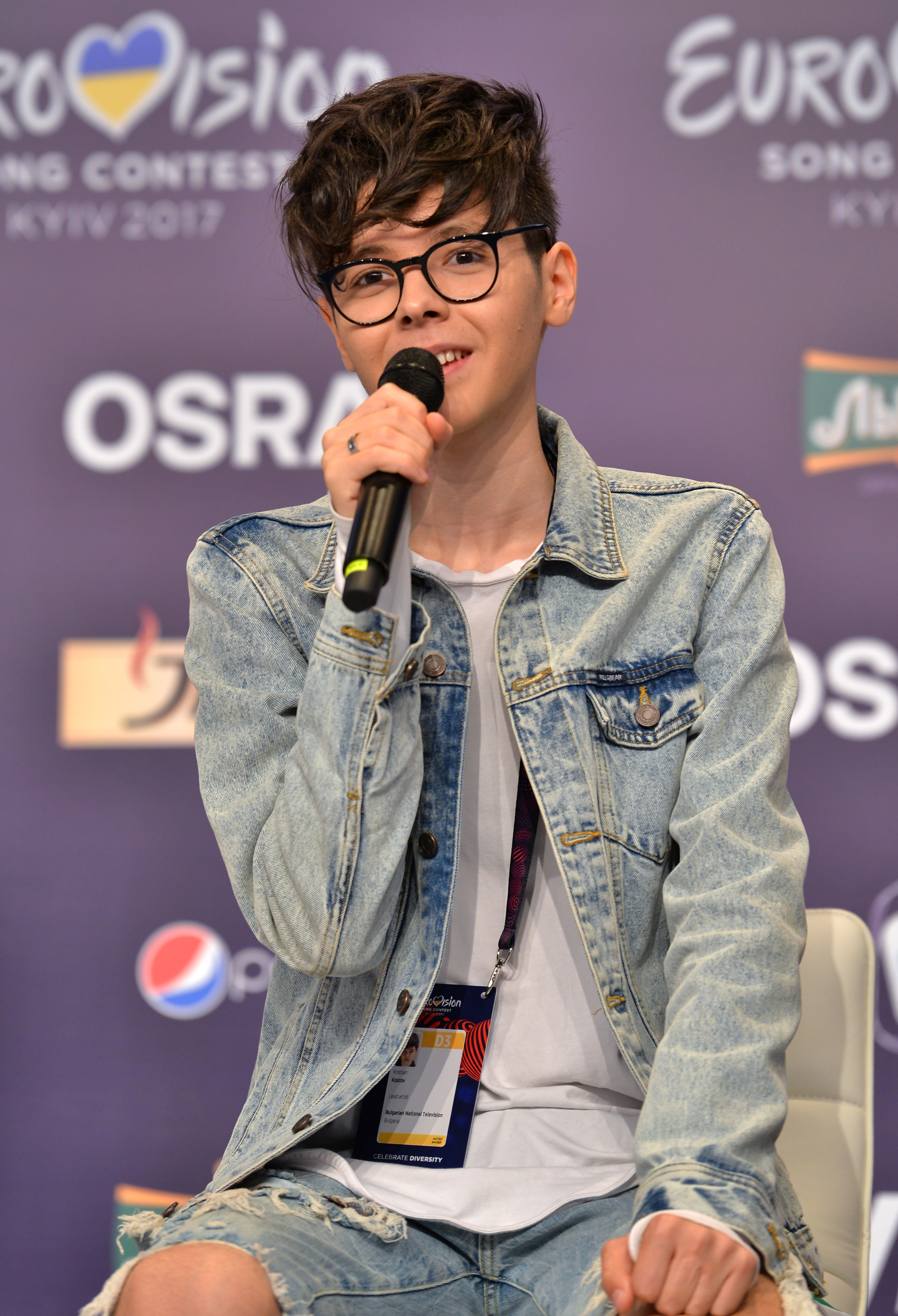
O cantor Kristian Kostov, que representou a Bulgária no Festival Eurovisão da Canção 2017 com a canção "Beautiful Mess", foi uma das atrações musicais do concurso

| 3º. Lugar               | - Inglaterra - Stephanie Hill |
| 4º. Lugar               | - França - Aurore Kichenin |
| 5º. Lugar               | - Quênia - Magline Jeruto |
| (TOP 10) Semifinalistas | - África do Sul - Adè Van Heerden - Coreia do Sul - Kim Ha-Eun - Indonésia - Achintya Nilsen - Jamaica - Solange Sinclair - Rússia - Polina Popova |
| (TOP 15) Semifinalistas | - El Salvador - Fátima Cuéllar - Japão - Haruka Yamashita - Macau - Chloe Lan Wan-Ling - Mongólia - Enkhjin Tseveendash - Nigéria - Ihezue Ugochi |
| (TOP 40) Classificadas  | - Argentina - Avril Marco - Bangladesh - Jessia Maisha - Botsuana - Nicole Gælebale - Brasil - Gabrielle Vilela - Cazaquistão - Gul'banu Azimkhanova - China - Guan Siyu 关思宇 - Colômbia - María Beatriz Núñez - Croácia - Tea Mlinarić - Estados Unidos - Clarissa Bowers - Filipinas - Laura Lehmann - Guatemala - Virginia Argueta - Itália - Conny Notarstefano - Líbano - Perla El Helou - Libéria - Wokie Kou Dolo - Malta - Michaela Galea - Moldávia - Ana Badaneu - Nepal - Nikita Chandak - Nova Zelândia - Annie Evans - Peru - Cynthia Sánchez - Polônia - Magdalena Bieńkowska - República Dominicana - Aletxa Mueses - Suécia - Hanna-Louise Haag - Ucrânia - Polina Tkach - Venezuela - Ana Carolina Ugarte - Vietnã - Đỗ Mỹ Linh |

     Anunciadas como "finalistas" na final. Colocações anunciadas posteriormente.

### Ordem dos Anúncios
| 1. Itália 2. Argentina 3. Nepal 4. França 5. Colômbia 6. Bangladesh 7. Macau 8. Indía 9. Indonésia 10. Moldávia 11. Guatemala 12. Libéria 13. Venezuela 14. Peru 15. México 16. Filipinas 17. Vietnã 18. Líbano 19. Cazaquistão 20. Nigéria 21. Malta 22. Mongólia 23. República Dominicana 24. África do Sul 25. Estados Unidos 26. Jamaica 27. Quênia 28. Croácia 29. Japão 30. Suécia 31. Nova Zelândia 32. Botsuana 33. Ucrânia 34. Coreia do Sul 35. Polônia 36. El Salvador 37. Inglaterra 38. China 39. Brasil 40. Rússia | 1. Mongólia 2. Rússia 3. Indonésia 4. El Salvador 5. Coreia do Sul 6. Nigéria 7. África do Sul 8. Japão 9. México 10. França 11. Jamaica 12. Índia 13. Macau 14. Inglaterra 15. Quênia | 1. Indonésia 2. Rússia 3. Inglaterra 4. Coreia do Sul 5. Jamaica 6. México 7. África do Sul 8. Índia 9. Quênia 10. França | 1. Inglaterra 2. França 3. Índia 4. Quênia 5. México |

## Jurados

### Final
Ajudaram a eleger a campeã:
1. Donna Derby, coreógrafa;
2. Zhang Zilin, Miss Mundo 2007;
3. Rohit Khandelwal, Mister Mundo 2016;
4. Lee Bing, parte do comitê do Miss Mundo;
5. Mike Dixon, diretor artístico do concurso;
6. Julia Morley, CEO do Miss Mundo;
7. Yu Wenxia, Miss Mundo 2012;
8. Andrew Minarik, fashion stylist;
9. Arnold Vegafria, empresário;

## Quadro de Prêmios

### Beauty with a Purpose Humanitary Award

#### Prêmio Humanitário Beleza com Propósito
Por seus trabalhos, Padre Rocky foi premiado pela organização:
| Prêmio | Premiado                  |
| ------ | ------------------------- |
| 1      | - Filipinas - Padre Rocky |

### World's Fashion Designer Dress

#### O Melhor Vestido
A candidata mais bem avaliada em traje de gala:
| Colocação | País & Candidata              |
| --------- | ----------------------------- |
| 1         | - Indonésia - Achintya Nilsen |

### Miss World People's Choice

#### A Escolha do Público
A candidata mais bem votada pelo site do concurso:
| Colocação | País & Candidata                 |
| --------- | -------------------------------- |
| 1         | - Mongólia - Enkhjin Tseveendash |

### Continental Queens of Beauty

#### Rainhas Continentais
As mais bem posicionadas por continente:
| Colocação           | País & Candidata              |
| ------------------- | ----------------------------- |
| Rainha da África    | - Quênia - Magline Jeruto     |
| Rainha das Américas | - México - Alma Meza          |
| Rainha da Ásia      | - Coreia do Sul - Kim Ha-Eun  |
| Rainha do Caribe    | - Jamaica - Solange Sinclair  |
| Rainha da Europa    | - Inglaterra - Stephanie Hill |
| Rainha da Oceania   | - Nova Zelândia - Annie Evans |

## Sistema de Classificação
Este ano, o concurso resolveu inovar seu sistema de classificação das candidatas, incluindo o Head to Head Challenge, que constitui-se da soma dos votos imputados no site oficial do concurso, somados às curtidas, compartilhamentos e votos em um aplicativo específico. A candidata com maior número total de pontos em cada grupo, passa automaticamente ao Top 40. Além das vinte da nova etapa inserida no certame, cinco serão eleitas pelas etapas preliminares (Esportes, Multimídia, Talento, Top Model e Beleza com Propósito) e quinze serão escolhidas por um júri especializado com base no seu desempenho individual e seu ranking na entrevista. Das quarenta, posteriormente o concurso passará a vinte, dez e apenas cinco finalistas.

### Head to Head Challenge Groups

#### Grupos do Desafio "Cara a Cara"
As candidatas vencedoras em cada grupo garantem classificação no Top 40:
| Grupo | 1           | País 1 | País 2 | País 3 | País 4 | País 5 | País 6 |
| ----- | ----------- | ------ | ------ | ------ | ------ | ------ | ------ |
| 1     | Itália      | RSA    | AUT    | BAH    | GEO    | GUA    | ITA    |
| 2     | Argentina   | ALB    | ARG    | BOL    | CIV    | ISR    | MAU    |
| 3     | Nepal       | BEL    | CMR    | CHL    | GUI    | MAD    | NEP    |
| 4     | França      | ARM    | AUS    | EGY    | FRA    | ALE    | JAM    |
| 5     | Colômbia    | COL    | COK    | CUR    | GIB    | PAR    | POR    |
| 6     | Bangladesh  | BAN    | BOT    | BRA    | CAN    | ETH    | ZAF    |
| 7     | Macau       | BIH    | DOM 1  | GUM    | HON    | ICE    | MAC    |
| 8     | Mongólia    | CYP    | KEN    | IRE    | MNG    | RUS    | SIN    |
| 9     | Índia       | BUL    | ECU    | ELS    | FIN    | GRE    | IND    |
| 10    | Indonésia   | ARU    | GHA    | HUN    | IDN    | LAO    | NED    |
| 11    | Moldávia    | CHN    | DEN    | GEQ    | HKG    | MDA    | UKR    |
| 12    | Guatemala   | CRO    | ENG    | FIJ    | GUA    | ROM    | SEN    |
| 13    | Libéria     | LBR    | MLT 1  | NZL    | NGA 1  | SVK    | TUN    |
| 14    | Venezuela   | MNE    | POL    | RWA    | SEY    | SWE    | VEN    |
| 15    | Peru        | GUY    | JAP    | PER    | SVN    | TAN    | URU    |
| 16    | México      | MEX    | NIC    | NIR    | NOR    | ESC    | SRI    |
| 17    | Filipinas   | LES    | MYA    | PHI    | SER    | THA    | TUR    |
| 18    | Vietnã      | BLZ    | SSD    | ESP    | VIE    | WAL    | ZIM    |
| 19    | Líbano      | KOR    | LEB    | PAN    | TTO    | EUA    |        |
| 20    | Cazaquistão | IVB    | CPV    | CAY    | KAZ    | ZAM    |        |

### Legenda
Grupos de candidatas pertencentes ao "Time Vermelho".
     Grupos de candidatas pertencentes ao "Time Amarelo".
     Grupos de candidatas pertencentes ao "Time Azul".
1. Candidata que venceu uma das etapas classificatórias e já garantiu classificação no Top 40.

## Fast Track Events

### Etapas com Classificação Automática
As vencedoras destas etapas já garantem classificação no Top 40:

#### Beleza com Propósito
O principal prêmio do concurso. Eis os vinte projetos escolhidos:
| Posição                 | País & Candidata |
| ----------------------- | --- |
| 1                       | - África do Sul - Adè Van Heerden - Filipinas - Laura Lehmann - Índia - Manushi Chhillar - Indonésia - Achintya Nilsen - Vietnã - Đỗ Mỹ Linh |
| (TOP 20) Semifinalistas | - Austrália - Esma Voloder - Brasil - Gabrielle Vilela - Eslováquia - Hanka Závodná - Fiji - Nanise Noel - França - Aurore Kichenin - Ilhas Cook - Alanna Smith - Ilhas Virgens Britânicas - Helina Hewlett - Inglaterra - Stephanie Hill - Mongólia - Enkhjin Tseveendash - Nepal - Nikita Chandak - Nova Zelândia - Annie Evans - Rússia - Polina Popova - Tailândia - Patlada Kulphakthanapat - Tanzânia - Julitha Kabete - Zimbabue - Chiedza Mhosva |

#### Miss Esportes
A candidata com melhor desempenho em todas as etapas do desafio esportivo:
| Posição | País & Candidata                            |
| ------- | ------------------------------------------- |
| 1       | - República Dominicana - Aletxa Mueses      |
| 2       | - Ilhas Cook - Alanna Smith                 |
| 3       | - Ilhas Virgens Britânicas - Helina Hewlett |

#### Miss Multimídia
A candidata que mais demonstrou interação com as mídias sociais:
| Posição | País & Candidata                 |
| ------- | -------------------------------- |
| 1       | - Mongólia - Enkhjin Tseveendash |

#### Miss Talento
Diversas candidatas apresentaram seus respectivos talentos:
| Posição    | País & Candidata                                   |
| ---------- | -------------------------------------------------- |
| 1          | - Malta - Michaela Galea                           |
| 2          | - Fiji - Nanise Noel                               |
| 3          | - Itália - Conny Notarstefano                      |
| Finalistas | - Inglaterra - Stephanie Hill - México - Alma Meza |

#### CompetiçãoTop Model
Escolhida durante o Maritime Silk Festival-Sanya International Fashion Week:
| Posição | País & Candidata                      |
| ------- | ------------------------------------- |
| 1       | - Nigéria - Ihezue Ugochi             |
| 2       | - Tailândia - Patlada Kulphakthanapat |
| 3       | - Croácia - Tea Mlinarić              |

##### Observações
1. Apenas as três primeiras posições serão consideradas nos quadros acima.
  1. Only the third first positions will be considered above.

## Candidatas
Disputaram o título este ano: 
| - África do Sul - Adè Van Heerden - Albânia - Joanna Grabolli - Alemanha - Dalila Jabri - Angola - Judelsia Bache - Argentina - Avril Marco - Armênia - Liana Sargsyan - Aruba - Anouk Eman - Austrália - Esma Voloder - Áustria - Sarah Chvala - Bahamas - Geena Thompson - Bangladesh - Jessia Maisha - Bélgica - Romanie Schotte - Belize - Renæ Martínez - Bolívia - Jasmin Pinto - Bósnia & Herz - Aida Karamehmedović - Botsuana - Nicole Gælebale - Brasil - Gabrielle Vilela - Bulgária - Veronika Stefanova - Cabo Verde - Cristilene Pimenta - Camarões - Michèle-Ange Minkata - Canadá - Cynthia Mènard - Cazaquistão - Gul'banu Azimkhanova - Chile - Victoría Muñoz - China - Guan Siyu 关思宇 - Chipre - Élena Tselepí - Colômbia - María Beatriz Núñez - Coreia do Sul - Kim Ha-Eun - Costa do Marfim - Mandjalia Gbané - Croácia - Tea Mlinarić - Curação - Vanity Girigori - Dinamarca - Amanda Petri - Egito - Farah Shaaban - El Salvador - Fátima Cuéllar - Equador - Romina Zeballos - Escócia - Romy McCahill - Eslováquia - Hanka Závodná - Eslovênia - Maja Zupan - Espanha - Elisa Tulián Marín - Estados Unidos - Clarissa Bowers - Etiópia - Kisanet Gbereslasie | - Fiji - Nanise Noel - Filipinas - Laura Lehmann - Finlândia - Adriana Gerxhalija - França - Aurore Kichenin - Geórgia - Ketino Shekelashvili - Gana - Afua Akrofi - Gibraltar - Jodie García - Grécia - Maria Psilou - Guadalupe - Audrey Berville - Guão - Destiny Cruz - Guatemala - Virginia Argueta - Guiana - Vena Mookram - Guiné - Asmaou Diallo - Guiné Equatorial - Catalina Ondo - Honduras - Celia Monterrosa - Hong Kong - Wong Huang-Qi - Hungria - Virág Koroknyai - Ilhas Cayman - Kristin Amaya - Ilhas Cook - Alanna Smith - Ilhas Virgens Britânicas - Helina Hewlett - Inglaterra - Stephanie Hill - Índia - Manushi Chhillar - Indonésia - Achintya Nilsen - Irlanda - Lauren McDonagh - Irlanda do Norte - Anna Henry - Islândia - Ólafía Finnsdóttir - Israel - Rotem Rabi - Itália - Conny Notarstefano - Jamaica - Solange Sinclair - Japão - Haruka Yamashita - Laos - Tonkham Phonchanghueang - Lesoto - Mpoi Mahao - Líbano - Perla El Helou - Libéria - Wokie Kou Dolo - Macau - Chloe Lan Wan-Ling - Madagascar - Felana Tirindraza - Malta - Michaela Galea - Maurício - Bessika Bucktawor - México - Alma Meza | - Mianmar - Ei Kyawt Khaing - Moldávia - Ana Badaneu - Mongólia - Enkhjin Tseveendash - Montenegro - Tea Babić - Nepal - Nikita Chandak - Nicarágua - Monserrath Allen - Nigéria - Ihezue Ugochi - Noruega - Celine Herregården - Nova Zelândia - Annie Evans - País de Gales - Hannah Williams - Países Baixos - Philisantha van Deuren - Panamá - Julianne Britton - Paraguai - Paola Arce - Peru - Cynthia Sánchez - Polônia - Magdalena Bieńkowska - Portugal - Filipa Barroso - Quênia - Magline Jeruto - República Dominicana - Aletxa Mueses - Romênia - Mihaela Boșca - Ruanda - Elsa Iradukunda - Rússia - Polina Popova - Seicheles - Hilary Joubert - Senegal - Nar Codou Diouf - Sérvia - Anđelija Rogić - Singapura - Laanya Asogan - Sri Lanca - Dusheni de Silva - Sudão do Sul - Christine Longar - Suécia - Hanna-Louise Haag - Tailândia - Patlada Kulphakthanapat - Tanzânia - Julitha Kabete - Trindade e Tobago - Chandini Chanka - Tunísia - Emna Abdelhedi - Turquia - Aslı Sümen - Ucrânia - Polina Tkach - Uruguai - Melina Carballo - Venezuela - Ana Carolina Ugarte - Vietnã - Đỗ Mỹ Linh - Zâmbia - Mary Chibula - Zimbabue - Chiedza Mhosva |

## Transmissão
O concurso foi transmitido para estes seguintes países e emissoras:
| - Andorra - Paris Première - Angola - ZAP - Antiga e Barbuda - DirecTV - Arábia Saudita - LBC - Argentina - DirecTV - Aruba - DirecTV - Bahamas - DirecTV - Barbados - DirecTV - Bielorrússia - Belarus-2 - Bolívia - Red UNO / DirecTV - Camboja - Hang Meas HDTV - Chile - DirecTV - China - Sanya TV / Travel Channel - Colômbia - DirecTV - Curaçao - DirecTV - Dominica - DirecTV - Egito - LBC - El Salvador - TCS Canal 2 - Equador - RTS / DirecTV - Fiji - FBS - Filipinas - GMA7 - França - Paris Première | - Gana - GHOne TV - Geórgia - TV Pirveli - Gibraltar - GBC - Grenada - DirecTV - Guadalupe - DirecTV - Haiti - DirecTV - Holanda - DirecTV - Honduras - Canal 5 - Iêmen - LBC - Ilhas Cayman - DirecTV - Ilhas Cook - Elijah Communications - Ilhas Virgens Britânicas - DirecTV - Índia - Romedy Now - Indonésia - RCTI - Inglaterra - London Live - Irã - LBC - Iraque - LBC - Jamaica - DirecTV - Líbano - LBC - Martinica - DirecTV - Maurício - MBC - México - MVS | - Mianmar - Channel 7 - Moçambique - ZAP - Mônaco - Paris Première - Mongólia - MNCTV - Montserrat - DirecTV - Nicarágua - Televicentro - Noruega - MTG TV - Omã - LBC - Panamá - MedcomPanama - Paraguai - DirecTV - Peru - Willax TV / DirecTV - Porto Rico - DirecTV - Quênia - Royal Media Services - República Dominicana - DirecTV - Samoa - TV3 - Seicheles - SBC - Singapura - Mediacorp - Síria - LBC - Tailândia - Channel 3 - Trindade e Tobago - DirecTV - Uruguai - DirecTV - Venezuela - Venevisión / DirecTV |

## Histórico

### Desistências
- Bielorrússia - Ekaterina Savchuk
- Guiné-Bissau - Laila da Costa
- Iraque - Masty Hama Adel
- Quirguistão - Begimai Karybekova

### Substituições
- África do Sul - Demi-Leigh Nel-Peters ► Adè van Heerden
- Bangladesh - Jannatul Avril ► Jessia Maisha
- Camarões - Julie Nguimfack ► Michèle Minkata
- França - Alicia Aylies ► Aurore Kichenin
- Grécia - Theodora Soukia ► Maria Psilou
- Guatemala - Lisbeth Gómez ► Virginia Argueta
- Ilhas Cayman - Anika Conolly ► Kristin Amaya
- Ilhas Virgens Britânicas - Khephra Sylvester ► Helina Hewlett
- Madagascar - Njara Windye ► Felana Tirindraza
- Turquia - Itır Esen ► Aslı Sümen
- Zâmbia - Louisa Chingangu ► Mary Chibula

### Estreantes
- Armênia
- Laos
- Senegal

### Estatísticas
Candidatas por continente:
- Europa: 39. (Cerca de 33% do total de candidatas)
- Américas: 29. (Cerca de 24% do total de candidatas)
- África: 25. (Cerca de 22% do total de candidatas)
- Ásia: 20. (Cerca de 17% do total de candidatas)
- Oceania: 5. (Cerca de 4% do total de candidatas)